# Kenan & Kel
Kenan & Kel var en amerikansk situationskomediserie-serie skapad av Kim Bass och producerad av Kevin Kopelow and Heath Seifert som gick på Nickelodeon från den 15 juli 1996 till den 15 juli 2000. I serien fick man följa de bästa vännerna Kenan Rockmore (Kenan Thompson) och Kel Kimble (Kel Mitchell) och deras vardag.    